# Coronilla repanda
Coronilla repanda — вид квіткових рослин родини бобові (Fabaceae).

## Біоморфологічна характеристика
Однорічна трав'яниста рослина, гола. Стебла 6–40 см, прямі або висхідні, циліндричні, прості або розгалужені. Листя соковите. Нижні листки прості, 25–30 × 3–7 мм, оберненоланцетовиді, іноді трійчасті; вище листки 2–3 парами листочків, які розміром 5–10 × 2,5–5 мм. Суцвіття з 2–3 квітами. Віночок жовтий, 7,5–10 мм. Плоди 24–66 мм, добре відзначені поперечні перегородки з 6–16 сегментів. Сегменти 3 до 5,1(6) мм, вигнуті. Насіння 0,6–0,8 × 2,5–3 мм, коричневе або жовте. Цвітіння і плодоношення з березня по травень.

## Поширення, екологія
Країни поширення: Північна Африка: Алжир; [пн.] Лівія [пн.]; Марокко; Туніс. Західна Азія: Кіпр; Єгипет — Синай; Ізраїль. Південна Європа: Італія [вкл. Сицилія]; Португалія; Гібралтар; Іспанія [вкл. Балеарські острови].
Населяє піщані ґрунти; луки прибережні або на внутрішніх пісках; на висотах 0–800 метрів. 

## Підвиди
- C. r. dura
- C. r. repanda